# Глухівське медичне училище
Глухівське медичне училище— комунальний вищий навчальний заклад І рівня акредитації Сумської обласної Ради, що розташований у місті Глухів Сумської області, і розміщений за адресою м. Глухів, вул. Вознесенська, 1

## Структура, спеціальності
Училище готує молодших спеціалістів за фахом
- Лікувальна справа;

Спеціальність — «фельдшер» готується для роботи в лікувально-профілактичних закладах, фельдшерсько-акушерських пунктах, станціях невідкладної медичної допомоги, санаторно-курортних установах.

Термін навчання на базі базової загальної середньої освіти (9 класів) — 4 роки;

Термін навчання на базі повної загальної середньої освіти (11 класів) — 3 роки
- Сестринська справа.

Спеціальність — «медична сестра» готується для роботи в лікувально-профілактичних закладах з широким обсягом спеціалізації та санаторно-курортних установах.

Термін навчання на базі базової загальної середньої освіти (9 класів) — 4 роки

## Історія
Медичне училище засноване у 1932 році як медичний технікум.

1935 рік — технікум перейменований у фельдшерсько-акушерську школу.

1954 рік — школа реорганізована в медичне училище з фельдшерським та медсестринським відділеннями.